# Biemna novaezealandiae
Biemna novaezealandiae är en svampdjursart som beskrevs av Arthur Dendy 1924. Biemna novaezealandiae ingår i släktet Biemna och familjen Desmacellidae.
Artens utbredningsområde är havet kring Nya Zeeland. Inga underarter finns listade i Catalogue of Life.